# Fernsehturm Hiratsuka

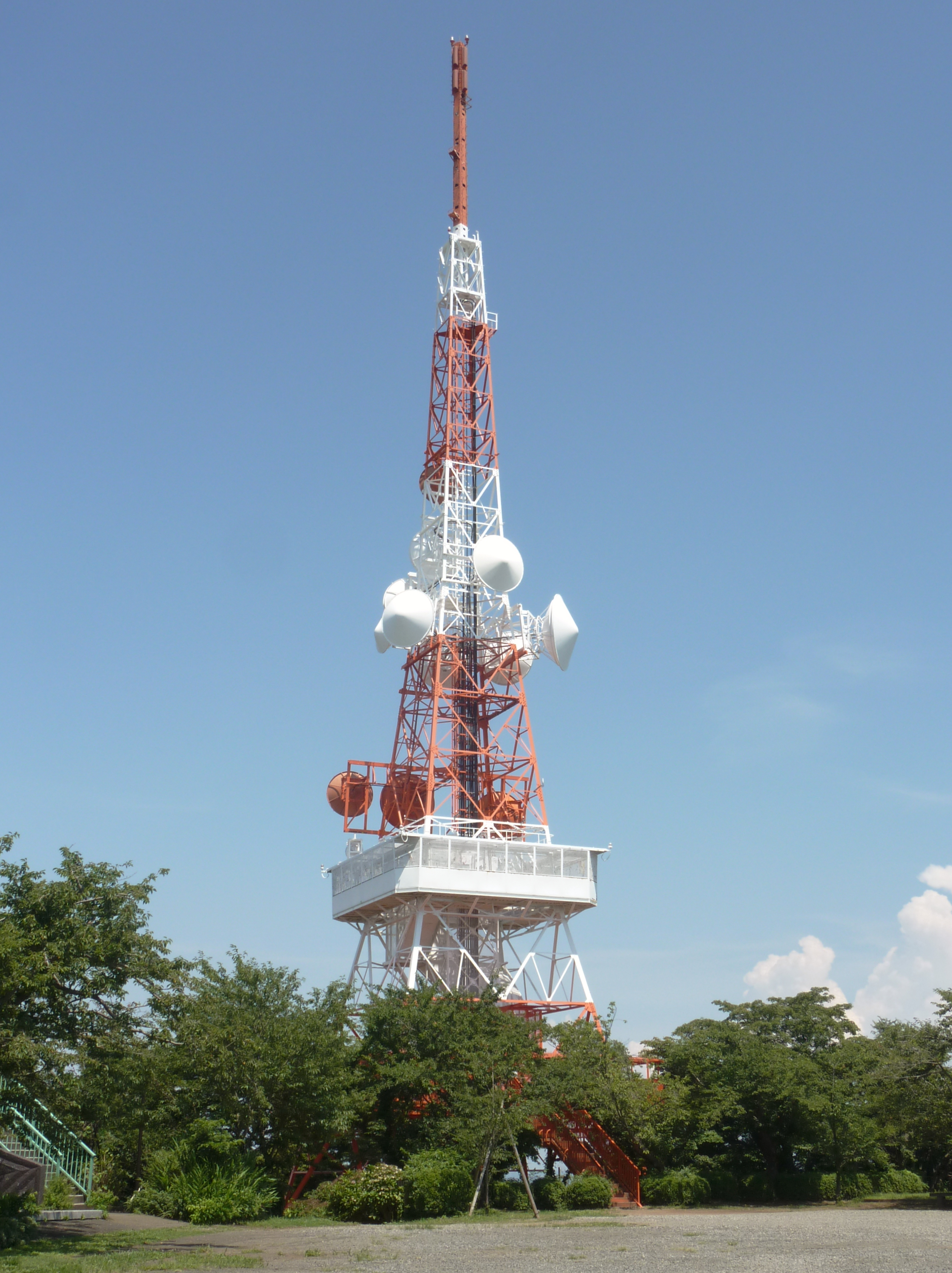
Fernsehturm Hiratsuka

Der Fernsehturm Hiratsuka (jap. 平塚テレビ塔, Hiratsuka-terebi-tō) ist ein 70 Meter hoher Sendeturm in Stahlfachwerkbauweise auf der Shōnan-Ebene (湘南平, Shōnan-daira) in der japanischen Stadt Hiratsuka (Präfektur Kanagawa). Der Fernsehturm wurde 1972 fertiggestellt.
Koordinaten: 35° 19′ 11,5″ N, 139° 18′ 29,4″ O